# Chris James
Christopher Paul James (Wellington, 4 luglio 1987) è un ex calciatore neozelandese con cittadinanza britannica, di ruolo centrocampista.

## Carriera

### Club
Chris James è un centrocampista offensivo che ha iniziato la propria carriera nella squadra riserve del Fulham, dove è stato fino al febbraio 2008, quando ha firmato un contratto biennale con il Tampere United, ma venne dato subito in prestito al Tampereen Pallo-Veikot.
Tornato al Tampere United, vince, nel 2009, la Coppa di Lega finlandese.

### Nazionale
Ha iniziato a giocare per le giovanili dell'Inghilterra, ma, in seguito, ha deciso di scendere in campo con la maglia del suo paese, la Nuova Zelanda.
Nel 2006 viene nominato miglior giocatore della nazionale neozelandese. Fece parte, inoltre, della squadra che riuscì a qualificarsi, per la prima volta nella storia della Nuova Zelanda, ai Mondiali Under-20, segnando sei goal in sette partite durante le qualificazioni.
Nel 2009 il suo nome figura nella lista dei convocati alla FIFA Confederations Cup 2009 in Sudafrica.

## Palmarès

### Club
- Coppa di Lega finlandese: 1

Tampere United: 2009